# Antonio Silio
Antonio Fabián Silio Alaguire (né le 9 mai 1966 à Nogoyá) est un athlète argentin, spécialiste des courses de fond. 

## Biographie

### Palmarès
| Date | Compétition                            | Lieu                | Résultat | Épreuve             | Performance     |
| ---- | -------------------------------------- | ------------------- | -------- | ------------------- | --------------- |
| 1990 | Championnats ibéro-américains          | Manaus              | 3e       | 5 000 m             | 13 min 59 s 18  |
| 1990 | Championnats ibéro-américains          | Manaus              | 1er      | 10 000 m            | 29 min 27 s 61  |
| 1991 | Jeux panaméricains                     | La Havane           | 3e       | 5 000 m             | 13 min 45 s 15  |
| 1992 | Jeux olympiques                        | Barcelone           | 18e      | 10 000 m            | 28 min 55 s 20  |
| 1992 | Championnats du monde de semi-marathon | Newcastle upon Tyne | 2e       | Course individuelle | 1 h 00 min 40 s |
| 1993 | Championnats du monde                  | Stuttgart           | 8e       | 10 000 m            | 28 min 36 s 88  |
| 1993 | Championnats du monde de semi-marathon | Bruxelles           | 6e       | Course individuelle | 1 h 01 min 35 s |
| 1994 | Coupe du monde des nations             | Londres             | 2e       | 10 000 m            | 28 min 16 s 54  |
| 1995 | Marathon de Hambourg                   | Hambourg            | 1er      | Marathon            | 2 h 09 min 57 s |
| 1996 | Jeux olympiques                        | Atlanta             | DNF      | Marathon            | —               |
| 1998 | Championnats ibéro-américains          | Lisbonne            | 1er      | 10 000 m            | 28 min 25 s 35  |
| 1998 | Championnats du monde de semi-marathon | Uster               | 6e       | Course individuelle | 1 h 00 min 45 s |

### Records
| Épreuve       | Performance     | Lieu      | Date              |
| ------------- | --------------- | --------- | ----------------- |
| 5 000 mètres  | 13 min 19 s 64  | Rome      | 17 juillet 1991   |
| 10 000 mètres | 27 min 38 s 72  | Bruxelles | 3 septembre 1993  |
| Semi-marathon | 1 h 00 min 45 s | Uster     | 27 septembre 1998 |
| Marathon      | 2 h 09 min 57 s | Hambourg  | 30 avril 1995     |